# Мухтаров, Талгат Сабитович
Талгат Сабитович Мухтаров (5 марта 1966, Темиртау, Карагандинская область, Казахская ССР, СССР) — представитель высшего командования Вооружённых сил Республики Казахстан, генерал-лейтенант, заместитель начальника Службы государственной охраны Республики Казахстан (с 2020), заместитель министра обороны Республики Казахстан (2014-2015).

## Биография
Родился 5 марта 1966 года в г. Темиртау Карагандинской области.
С апреля 1985 по май 1987 года проходил срочную воинскую службу в Советской Армии.
В 1990 году окончил Карагандинский государственный университет, по специальности «Правоведение».
С сентября 1992 по ноябрь 1994 года проходил службу в органах военной прокуратуры Генеральной прокуратуры РК.
С декабря 1994 по август 1996 года работал юристом в фирме «Сана» (г. Караганда).
С августа 1996 по декабрь 1997 года проходил службу в органах Государственного следственного комитета РК.
С декабря 1997 по сентябрь 2011 года проходил службу в органах Комитета национальной безопасности РК в должностях следователя, заместителя начальника управления, начальника управления, заместителя начальника Департамента.
В сентябре 2011 года откомандирован в распоряжение Министра обороны Республики Казахстан и назначен на должность начальника Департамента кадров МО РК.
9 апреля 2014 года распоряжением Президента РК назначен на должность заместителя Министра обороны Республики Казахстан.
Во исполнение Указа Президента Республики Казахстан от 29 декабря 2015 года № 153 «О мерах по дальнейшему совершенствованию этических норм и правил поведения государственных служащих Республики Казахстан» назначен уполномоченным по этике в Министерстве обороны Республики Казахстан.
Указом Президента Республики Казахстан от 6 мая 2017 года за № 472 присвоено воинское звание генерал-лейтенанта.
С 22 апреля 2019 по 16 января 2020 — заведующий Отделом военной безопасности и обороны Совета Безопасности Республики Казахстан.
16 января 2020 года назначен Заместителем начальника Службы государственной охраны Республики Казахстан.
27 июля 2021 года распоряжением Главы государства Талгат Мухтаров освобожден от должности заместителя начальника Службы государственной охраны в связи с переходом на другую работу.
Женат, имеет 7 детей.

## Награды
- Орден «Данк» I степени (2021)
- Орден «Данк» II степени
- Медаль «За воинскую доблесть» (5 мая 2004 года)
- Почётный сотрудник КНБ
- Почётный член Академии военных наук РК (2014)
- Мастер спорта по офицерскому многоборью